# Riprendiamoci Forte Alamo!
Riprendiamoci Forte Alamo! (Viva Max!) è un film statunitense del 1969 diretto da Jerry Paris.
È un film commedia basato su un romanzo di Jim Lehrer e ha come protagonisti Peter Ustinov, Pamela Tiffin e Jonathan Winters.

## Trama
Il generale di brigata dell'esercito messicano, Maximilian Rodrigues de Santos,  arriva alla frontiera degli Stati Uniti al comando di una compagnia di fanti con il pretesto di recarsi a Laredo (Texas) in occasione di una parata in onore di George Washington. La sua destinazione è però San Antonio, dove il generale intende portare a termine una missione donchisciottesca: rioccupare Los Alamos e riaffermare l'orgoglio nazionale del Messico. Nessuno dei suoi soldati è in realtà a conoscenza dei suoi piani, ma senza discutere tutti eseguono gli ordini impartiti dal sergente Valdez, che è un suo devoto sottoposto.

## Produzione
Il film, diretto da Jerry Paris su una sceneggiatura di Elliott Baker  e un soggetto di Jim Lehrer (l'autore del romanzo), fu prodotto da Mark Carliner per la Commonwealth United Entertainment e girato a Brackettville e San Antonio in Texas e a Roma

## Distribuzione
Il film fu distribuito negli Stati Uniti nel dicembre del 1969 al cinema dalla Commonwealth United Entertainment e dalla Republic Pictures Home Video per l'home video nel 1999.
Alcune delle uscite internazionali sono state:
- in Danimarca il 4 settembre 1970 (General Max indta'r Alamo)
- in Germania Ovest il 4 maggio 1973 (Viva Max!)
- in Brasile (Viva Max!)
- in Grecia (Viva Max)
- in Italia (Riprendiamoci Forte Alamo!)

## Promozione
La tagline è: "Some heroes are born...some are made...some are mistakes".

## Critica
Secondo il Morandini "l'idea di partenza è divertente, ma lo sviluppo della vicenda non è all'altezza delle premesse" e le cose divertenti si vedono solo grazie alla bravura degli attori.